# Juan Antonio Samaranch

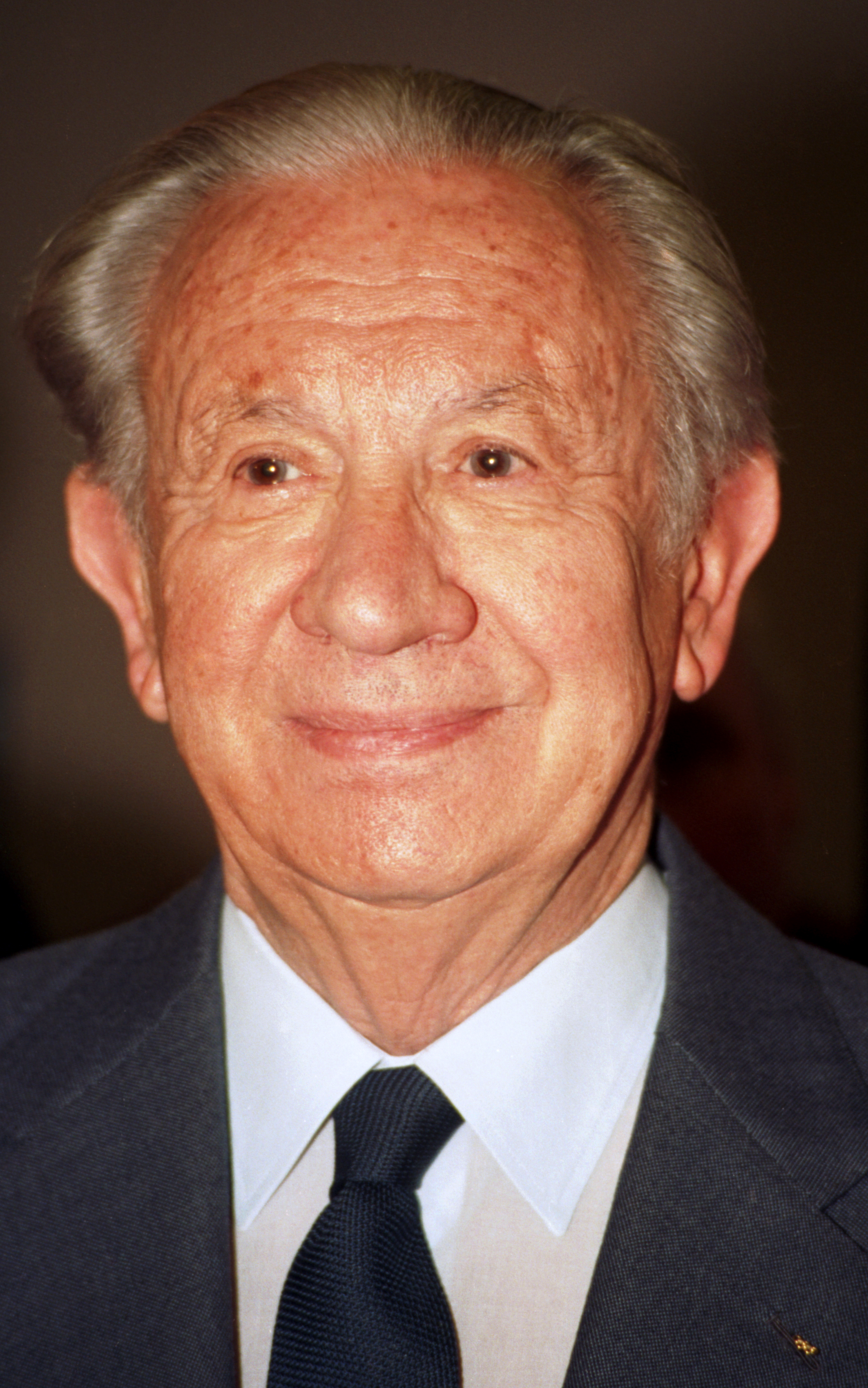
Juan Antonio Samaranch in Moskau (1998)

Juan Antonio Samaranch y Torelló (katalanisch Joan Antoni Samaranch i Torelló; ab 1991 Marqués de Samaranch) (* 17. Juli 1920 in Barcelona; † 21. April 2010 ebenda) war ein spanischer Sportfunktionär.
Samaranch wurde 1966 Mitglied des Internationalen Olympischen Komitees (IOC) und Sportminister unter Francisco Franco. Am 16. Juli 1980 wurde er als siebter Präsident des IOC Nachfolger von Michael Morris, 3. Baron Killanin. Im Jahr 2001 folgte ihm in dieser Position nach 21 Jahren der Belgier Jacques Rogge nach.

## Leben

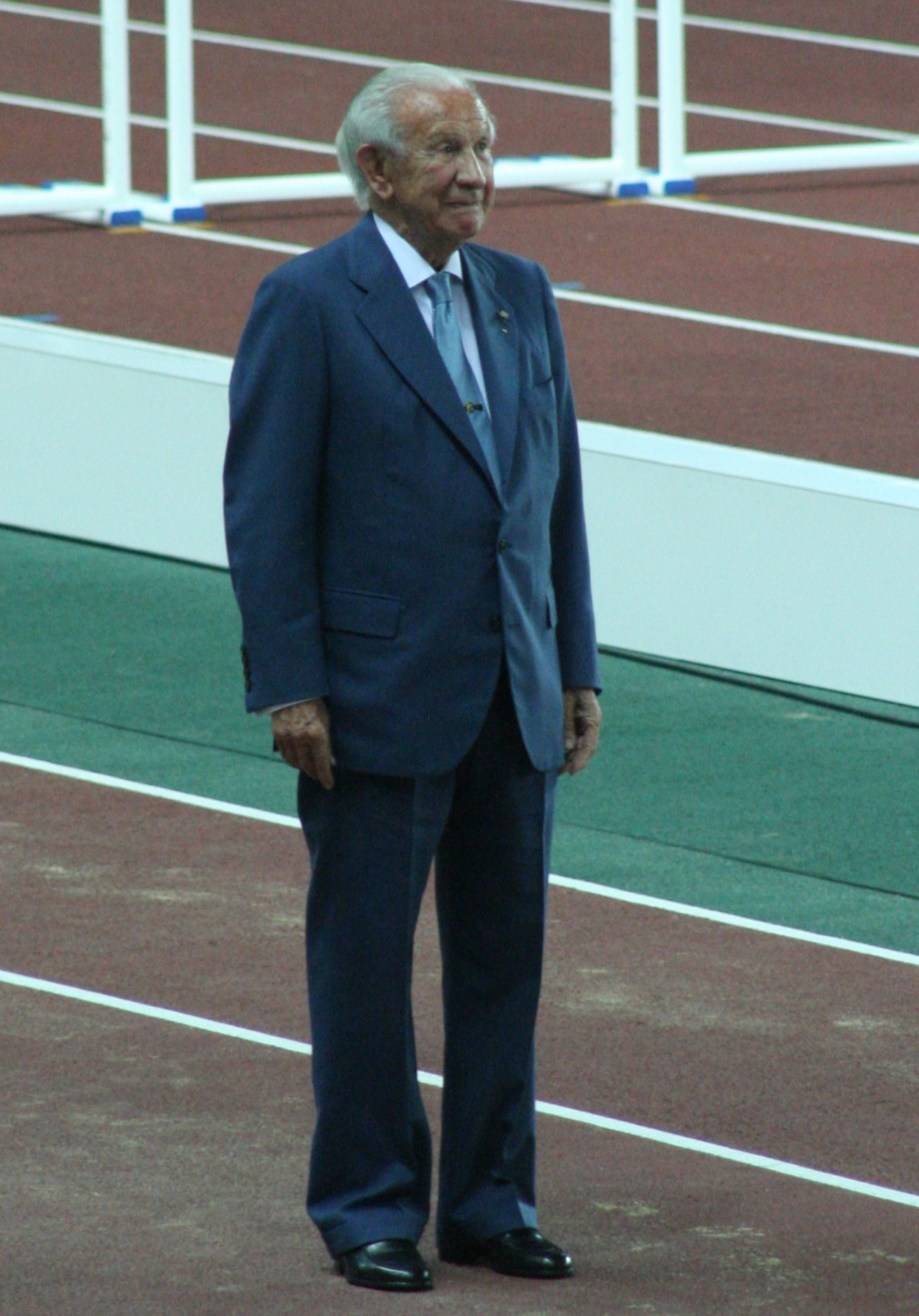
Samaranch 2007 bei den Leichtathletik-Weltmeisterschaften in Osaka

Samaranch entstammte einer wohlhabenden Familie, die in der Textilindustrie tätig ist. In seiner Heimatstadt Barcelona besuchte er die Deutsche Schule, bevor er ein Studium der Betriebswirtschaftslehre in Großbritannien und den Vereinigten Staaten aufnahm und daneben eine Managementschule besuchte.
Als Sportler betrieb er selbst Eiskunstlauf, daneben Rollhockey, worin er zuerst für Espanyol Barcelona spielte und in den 1950er Jahren spanischer Nationaltorwart war sowie später die spanische Nationalmannschaft trainierte. Rollhockey förderte er auch durch die Organisation und Finanzierung der 1951 und 1954 in Barcelona stattfindenden Weltmeisterschaften.
Verheiratet war er seit 1955 mit Maria Teresia Salisachs Rowe (1931–2000), einer Freundin von Francos Tochter Carmen. Das Ehepaar hatte zwei Kinder, darunter den Finanzmanager und Sportfunktionär Juan Antonio Samaranch junior. Seine Frau starb 2000.
Samaranch starb am 21. April 2010 im Alter von 89 Jahren im Barcelona Quiron Hospital an Herzversagen. Sein Grab befindet sich auf dem Friedhof von Montjuïc in Barcelona.

## Politik
Er war Anhänger Francisco Francos und Mitglied seiner faschistischen Partei Movimiento Nacional. In lokalen und regionalen sportpolitischen Ämtern war Samaranch seit 1954 tätig, so von 1954 bis 1962 im Stadtrat von Barcelona. Im Dezember 1966 ernannte Franco ihn zum spanischen Staatssekretär für Sport, er förderte ihn auch anschließend weiter. Von 1964 bis 1977 saß er im franquistischen Parlament Cortes Españolas. Seit Juli 1973 war er Präsident des katalanischen Provinzrat (Diputación Provincial de Barcelona) in Barcelona und Leiter der Provinzialverwaltung. Er gründete im Mai 1977 die Partei Concordia Catalana mit, zog sich aber nach drei Monaten aus der Führung der Partei zurück.
Bereits während der Transition in Spanien gab es Proteste gegen Samaranch und seine Rolle unter der Franco-Diktatur. In dieser Übergangszeit wurde er im Juli 1977 spanischer Botschafter in der Sowjetunion und der Mongolischen Volksrepublik.

## Positionen als Sportfunktionär
Nach dem Zweiten Weltkrieg war Spanien und der spanische Sport aufgrund der engen Verbindung zu Hitler-Deutschland isoliert. Mit Samaranch wurde diese Isolation durchbrochen, da es ihm gelang 1951 die Rollhockey-WM nach Barcelona zu bringen, privat vorzufinanzieren und zu gewinnen. Dass er nebenher auch einen erheblichen Gewinn einfuhr, den er wieder in den Sport investierte, stärkte seine Position im spanischen Sport. Samaranch wurde 1954 Mitglied des spanischen Nationalen Olympischen Komitees (NOK, Comité Olímpico Español). Bei den Olympischen Sommerspielen 1956, 1960 und 1964 betreute er die spanische Olympiamannschaft als Chef de Mission. 1966 wurde er IOC-Mitglied (auf Lebenszeit), daneben war er von 1967 bis 1971 Präsident des spanischen NOK.
Im IOC fungierte Samaranch von 1968 bis 1975 und erneut von 1979 bis 1980 als Protokollchef. Ab 1970 war er zudem Mitglied der Exekutivkommission des IOC. Nach der Position als Vizepräsident des IOC von 1974 bis 1978 füllte er von 1980 bis 2001 das Präsidentenamt des IOC aus. Im Anschluss wurde er zum Ehrenpräsidenten des IOC auf Lebenszeit ernannt.

## Wirken als IOC-Präsident
Vor den Olympischen Sommerspielen 1980 in Moskau wurde Samaranch zum IOC-Präsidenten gewählt. Die Stimmen der IOC-Mitglieder aus den Ostblock-Staaten hatte er durch seine Ablehnung des Olympiaboykotts der USA und der meisten westlichen Staaten erlangt. Die Chancen Willi Daumes, eines Konkurrenten bei der Wahl, waren durch die Nichtteilnahme des westdeutschen Olympiateams in Moskau verschlechtert worden.
Während seiner Präsidentschaft schaffte das IOC die Amateursportler-Regelung ab und ließ Profis zu den Wettbewerben zu. Er baute das olympische Programm aus, besonders im Frauensport, wo die Anzahl von Disziplinen sich in den 21 Jahren von 50 auf 120 mehr als verdoppelte. Auch die Einführung der Paralympics fiel in Samaranchs Präsidentschaft, ebenso wie die Aufnahme der wichtigsten Weltverbands-Präsidenten ins IOC. Besonders jedoch die Kommerzialisierung der Spiele und die Finanzierung des IOC gilt als Errungenschaft Samaranchs, repräsentiert durch die ersten privatwirtschaftlichen Spiele 1984 in Los Angeles. Doch Samaranch förderte auch die Einrichtung eines unabhängigen Sportschiedsgerichtes und einer Anti-Doping-Agentur sowie die finanzielle Unterstützung an NOKs, um allen Mannschaften die Olympiateilnahme zu ermöglichen. Durch seine Industrienähe sah Samaranch als Erster, dass die Sportlerinnen und Sportler den Mittelpunkt der olympischen Bewegung darstellen müssen, da nur durch diese das Publikumsinteresse gegeben ist. Er stellte sich somit auch bewusst in die Tradition des IOC-Gründers Pierre de Coubertin. Samaranch stieß die Regelung an, Olympische Sommer- und Winterspiele anders als zuvor üblich, nicht mehr im selben Jahr zu veranstalten. Diesen Vorschlag, für den es vor allem wirtschaftliche Gründe gab und den Samaranch nach Einschätzung des Sport-Informations-Dienstes „mit einem blendend eingefädelten Coup“ durchsetzte, nahm die Vollversammlung des IOC Mitte Oktober 1986 an, die Regelung trat 1994 in Kraft.
Die Olympischen Spiele steckten nach den Boykotten von Montréal, Moskau und Los Angeles in einer schweren Krise, die sie mit Hilfe Samaranchs überwinden konnten. Auch die Finanzierung der Spiele war problematisch geworden: Montréal hatte sich aufgrund der durch Streiks überhöhten Baukosten 1976 stark verschuldet. Die Bürger Kaliforniens und auch die von Los Angeles entschieden in bindenden Volksabstimmungen, dass kein Steuergeld für die Olympischen Spiele ausgegeben werden durfte, so dass sie privatwirtschaftlich vom Unternehmer Peter Ueberroth organisiert werden mussten. Die Moskauer Spiele konnten nur durch die Staatsfinanzierung stattfinden. Durch die Entscheidung für eine konsequente Kommerzialisierung machte sich das IOC unter Samaranch finanziell unabhängig, die Ausrichtung der Spiele wurde für die Gastgeberstädte wieder deutlich interessanter, so dass die Olympischen Spiele ihre damalige Krise überwinden konnten.

## Kritik

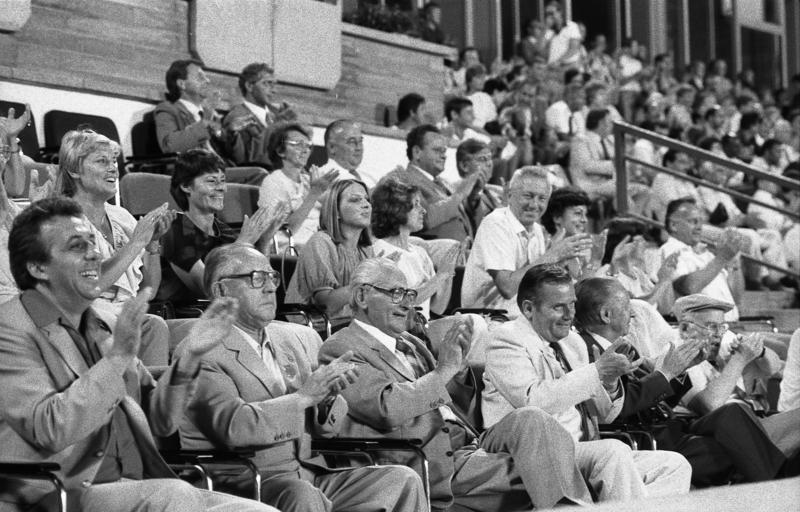
Samaranch (vorne, 2. von rechts) in der DDR beim Turn- und Sportfest in Leipzig 1983

Kritiker hielten Samaranch vor, er habe das IOC autokratisch und intolerant geführt, und unter seiner Amtszeit habe die Korruption innerhalb des IOC einen Höchststand erreicht. Die Journalisten Vyv Simson und Andrew Jennings erregten mit derart scharfen persönlichen Angriffen auf Samaranch 1991 Aufsehen, indem sie das IOC unter anderem als „korrupt und antidemokratisch“ bezeichneten. Das „System Samaranch“ wurde charakterisiert als „Herrschen über ein weltweit gespanntes Netz von Freundschaften, Beziehungen, Informationen, auch Abhängigkeiten.“
Auch die Kommerzialisierung der olympischen Bewegung unter Samaranch war Gegenstand heftiger Kritik. Dazu gehörte unter anderem, dass Samaranch, nachdem die früheren IOC-Präsidenten ihre Arbeit ehrenamtlich verrichteten, „eine steuerfreie jährliche Aufwandsentschädigung von 1 Mio. DM pro Jahr“ erhielt.
Samaranchs Karriere unter dem Franco-Regime wurde immer wieder aufgegriffen. Sein Aufstieg basierte auf dem Zugang zu Francos Familie, die ihm seine mit Francos Tochter Carmen befreundete Ehefrau verschafft habe. Verständnislos begegnete er dem Vorwurf, „dass er mit Mördern zusammengearbeitet habe“, und sagte: „Das haben doch Tausende getan“, und „dass Ausländer kein Recht haben, über mich zu urteilen, sondern nur das spanische Volk“. Noch 1998 betonte er: „Ich bin stolz auf meine Gegenwart und Vergangenheit.“ Sein Engagement im Franco-Faschismus begründete im März 2001 die Ablehnung des Stadtrats von Lausanne, Samaranch zum Ehrenbürger zu ernennen. Das Norwegische Nobelkomitee lehnte 1994 Samaranchs Ansinnen ab, dem IOC unter seiner Führung den Friedensnobelpreis zu verleihen.
Im Sommer 2009 forderte die Initiative Democracy and Dignity in Sport (DDE) Samaranchs Rücktritt als IOC-Ehrenpräsident wegen seiner Rolle unter Franco. Samaranch soll seine Unterstützung nach Francos Tod mit den Worten verteidigt haben:

“The mandate of Francisco Franco has meant the longest period of prosperity and peace that our country has known for many centuries.”

„Die Regierung von Francisco Franco bedeutete die längste Periode von Wohlstand und Frieden, die unser Land seit Jahrhunderten erlebt hat.“

Auch die mehrfache Änderung der Altersgrenze für IOC-Mitglieder, die Samaranch erst die 21-jährige Amtszeit ermöglichte, wurde Gegenstand von Kritik. Gegen Ende seiner IOC-Präsidentschaft ließ er seinen Sohn Juan Antonio Samaranch junior, den Vizepräsidenten des Internationalen Verbandes der Fünfkämpfer, ins IOC aufnehmen. Ebenso galt Samaranchs halbherziges Anti-Doping-Vorgehen als „großer Schwachpunkt in der Bilanz seiner Amtsführung“.

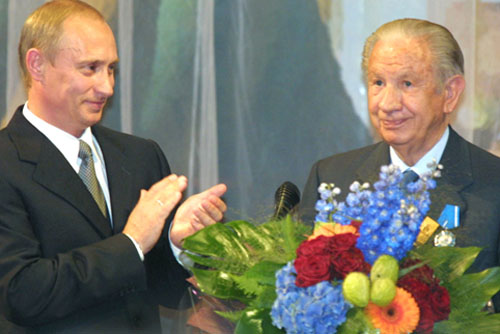
Russlands Präsident Wladimir Putin verlieh Samaranch am 12. Juli 2001 den russischen Ehrenorden.

Der bereits früher geäußerte Verdacht, Samaranch habe seit 1980 als Sportagent für den KGB gearbeitet, wurde im November 2009 durch eine russische Buchpublikation erhärtet: Juri Felschtinski berichtet in seinem Ende 2009 unter dem deutschen Titel Der KGB setzt matt übersetzten Buch, nach Angaben des ehemaligen KGB-Führungsoffiziers Wladimir Popow sei Samaranch bei der IOC-Präsidentenwahl 1980 vom sowjetischen Geheimdienst unterstützt worden. Dies hatte Felschtinski bereits Anfang 2009 in seinem englischsprachigen Buch The Corporation: Russia and the KGB in the Age of President Putin behauptet. Demnach habe der KGB Samaranch Ende der 1970er damit unter Druck gesetzt, dass dieser als Botschafter in Moskau 1977–1980 russische Antiquitäten gesammelt und illegal außer Landes gebracht hätte.

“Samaranch was offered a choice: he could either be compromised through the publication of articles in the Soviet and foreign press detailing his activities, which would undoubtedly have put an end to his diplomatic career, or he could collaborate with the KGB as a secret agent. Samaranch chose the latter option.”

„Samaranch wurde vor die Wahl gestellt: Er könnte entweder durch die Veröffentlichung von Artikeln in sowjetischen und internationalen Zeitungen kompromittiert werden, die ausführlich seine Taten erzählten, was zweifellos seine diplomatische Laufbahn beendet hätte, oder er könnte mit dem KGB als Geheimagent zusammenarbeiten. Samaranch entschied sich für die zweite Möglichkeit.“

IOC-Kommunikationsdirektor Mark Adams bezeichnete die KGB-Vorwürfe als „bloße Spekulation“. Nachdem Samaranch noch 2007 seinen Einfluss für die Vergabe der Olympischen Winterspiele 2014 an das russische Sotschi geltend gemacht habe, so vermutet die österreichische Tageszeitung Der Standard, sei seine Enttarnung ermöglicht worden, da er vom KGB-Nachfolger FSB fallen gelassen wurde. Es gilt als wahrscheinlich, dass – außer der als gesichert geltenden Geheimdiensttätigkeit des Südkoreaners Un Yong Kim – weitere Agenten Mitglieder des IOC sind oder waren.

## Schriften
- Juan Antonio Samaranch Torello: Memorias Olímpicas. 2002.
- The Samaranch Years. 1980–1994 Towards Olympic Unity. IOC, Lausanne 1995, ISBN 92-9105-021-0 (Interviews von Robert Parienté).

## Auszeichnungen und Ehrungen (Auszug)
- 1971: Großoffizier des Verdienstordens der Italienischen Republik
- 1981: Großkreuz des Verdienstordens der Italienischen Republik
- 1991: Erhebung in den erblichen spanischen Adel als Grande und Marqués de Samaranch
- 1994: Orden der Völkerfreundschaft
- 1995: Komtur mit Stern des Verdienstordens der Republik Ungarn
- 1997: Orden der Freiheit der Republik Slowenien in Gold
- 2000: Orden de Isabel la Católica
- Orden Karls III.
- Alter Freund des chinesischen Volkes[19] (Ehrung)
- Verdienstorden der Republik Polen (Komtur mit Stern)
- Großes Goldenes Ehrenzeichen mit dem Stern für Verdienste um die Republik Österreich
- 2000: Orden des Weißen Doppelkreuzes 1. Klasse
- 2003: Orden des Marienland-Kreuzes I. Klasse
- 2005: Orden des Fürsten Jaroslaw des Weisen III. Klasse